# Tremors 5: Bloodlines
Tremors 5: Bloodlines é um filme americano de 2015 do gênero terror, dirigido Don Michael Paul, produzido por Ogden Gavanski e escrito por John Whelpley, com base no roteiro dos criadores originais Brent Maddock e S.S. Wilson. É o quinto filme de Tremors, série de filmes dos graboids que foi lançado dia 6 de Outubro de 2015, nos EUA. Foi lançado direto para DVD e Blu-Ray, e estreou na Netflix do Brasil em maio de 2021.

## Elenco
| Atores          | Personagens       |
| --------------- | ----------------- |
| Michael Gross   | Burt Gummer       |
| Jamie Kennedy   | Travis B. Welker  |
| Pearl Thusi     | Dr. Nandi Montabu |
| Nolitha Zulu    | Amahle Montabu    |
| Brandon Auret   | Johan Dreyer      |
| Daniel Janks    | Erich Van Wyck    |
| Rea Rangaka     | Baruti            |
| Ian Roberts     | Den Bravers       |
| Sello Sebotsane | Thaba             |
| Ernest Ndhlovu  | Ndebele Chieftan  |
| Natalie Becker  | Lucia             |
| Emmanuel Castis | Dr. Michael Swan  |
| Lawrence Joffe  | Basson            |
| Zak Hendrikz    | Riley             |

## Lançamento
O filme foi lançado pela Universal 1440 Entretenimento em 06 de outubro de 2015 em Blu-Ray, DVD e Digital HD, nos EUA.

## Sequência
Em 20 de setembro de 2016, Michael Gross anunciou em sua página oficial no Facebook que um sexto filme estava em andamento . O co-estrela Jamie Kennedy de Tremors 5 é esperado para voltar junto com o diretor Don Michael Paul.

## Recepção
O filme faturou US $ 2.207.053 de vendas em home vídeo, Blu-ray ou DVD.